# Marc Favreau
Marc Favreau (ur. 9 listopada 1929 w Montrealu, zm. 17 grudnia 2005 tamże) – aktor kanadyjski, twórca postaci klowna Sola.

## Zarys biografii
Studiował na Uniwersytecie George Williamsa w Quebecu (obecnie Concordia University) i w l'Académie Querbes d'Outremont. Początkowo pracował w teatrze w Montrealu jako aktor i scenograf, debiutował w 1954 rolą Pierrota w Don Juanie Moliera.
Był przede wszystkim aktorem telewizyjnym. Popularność przyniosła mu rola klowna-włóczęgi Sola, komentującego specyficznym językiem francuskim aktualne wydarzenia społeczne i polityczne. Postać tę stworzył, kiedy pracował w latach 50. w teatrze w Montrealu. Występował początkowo w radiowym programie dla dzieci La Boîte à surprise, później postać Sola kreował w programie Sol et Goblet, a następnie w lekcjach języka francuskiego Parlez-Moi w telewizji TV Ontario.
Favreau wymieniał jako swojego inspiratora Charlie Chaplina. Występował także poza telewizją jako artysta estradowy w Quebecu i krajach francuskojęzycznych, także w Europie. Był odznaczony m.in. Narodowym Orderem Quebecu (1995) i Orderem Kanady (2003).
Zmarł w wieku 76 lat po chorobie nowotworowej.